# Rhinolophus shortridgei
Rhinolophus shortridgei (K. Andersen, 1918) è un Pipistrello della famiglia dei Rinolofidi diffuso nel Subcontinente indiano e nell'Ecozona orientale.

## Descrizione

### Dimensioni
Pipistrello di piccole dimensioni, con la lunghezza della testa e del corpo tra 51 e 59 mm, la lunghezza dell'avambraccio tra 39 e 43 mm, la lunghezza della coda tra 18 e 25 mm, la lunghezza del piede di 9 mm, la lunghezza delle orecchie tra 16 e 20 mm.

### Aspetto
Le parti dorsali sono marroni chiare, con la base dei peli grigia, mentre le parti ventrali sono biancastre o grigio chiare. Le orecchie sono di lunghezza media. La foglia nasale presenta una lancetta con i bordi concavi, un processo connettivo con il profilo triangolare, una sella con i bordi paralleli e l'estremità arrotondata. La porzione anteriore è larga ma non copre completamente il muso ed ha una foglietta supplementare dietro di essa. Il labbro inferiore ha tre solchi longitudinali. La coda è lunga ed inclusa completamente nell'ampio uropatagio. Il primo premolare superiore è situato lungo la linea alveolare.

## Biologia

### Alimentazione
Si nutre di insetti.

## Distribuzione e habitat
Questa specie è diffusa nell'India nord-orientale, Myanmar settentrionale e centrale e nelle province cinesi meridionali dello Yunnan, Sichuan, Guizhou, Hunan, Guangxi, Fujian e probabilmente anche nell'Hubei, Guangdong e sull'isola di Hainan.
Vive nelle foreste di Dipterocarpi.

## Conservazione
La IUCN Red List, considerato il vasto areale anche se non ci sono informazioni recenti circa lo stato della popolazione, classifica R.shortridgei come specie a rischio minimo (Least Concern)).